# Jarocin
Jarocin é um município da Polônia, na voivodia da Grande Polônia e no condado de Jarocin. Estende-se por uma área de 16,23 km², com 26 353 habitantes, segundo os censos de 2016, com uma densidade de 1741,8 hab/km².

## Educação
Maior Academia de Humanidades e Economia em Jarocin 

## Festival de Jarocin
A cidade tornou-se famosa na década de 1980 graças ao Festival de Jarocin, um dos primeiros festivais de rock e punk nos países do bloco comunista. O festival foi uma evolução do evento Rítmos jovens da Grande Polónia que ocorria durante a década de 1970. Este festival inicialmente reunia concertos e outras atividades relacionadas a música da região da Grande Polónia.
Em 1980 ocorreu a primeira edição do Festival de Jarocin. Desta vez com âmbito nacional, o festival recebia algumas das bandas que viriam tornar-se dentre as mais importantes do cena rock polonesa, como Dżem, Kombi e Maanam.
O festival é considerado importante porque era um evento que promovia liberdade de expressão para um juventude que desejava resistir a um regime opressivo. O festival dizia, por meio da voz de jovens artistas, idéias de uma geração inteira.